# Trigoniulus ralumensis
Trigoniulus ralumensis är en mångfotingart som beskrevs av Carl Graf Attems 1914. Trigoniulus ralumensis ingår i släktet Trigoniulus och familjen Trigoniulidae. Utöver nominatformen finns också underarten T. r. obsurcatus.